# Пјанделоро (Асколи Пичено)
Пјанделоро (итал. Piandelloro) насеље је у Италији у округу Асколи Пичено, региону Марке.
Према процени из 2011. у насељу је живело 21 становника. Насеље се налази на надморској висини од 782 м.